# Fading
En comunicaciones inalámbricas, fading o desvanecimiento es la variación en la atenuación que experimenta una señal y depende de múltiples variables. Se considera como un proceso estocástico cuyas variables son el tiempo, la posición geográfica y la frecuencia de operación del sistema. Un canal con fading es un canal de comunicación que experimenta desvanecimiento. En los sistemas inalámbricos, el desvanecimiento puede deberse a la propagación multitrayecto, al clima (en particular a la lluvia), o a los obstáculos que afectan a la propagación de la onda, a veces denominado desvanecimiento lento o shadowing.